# عمر الزهراني
عمر بن عبد العزيز الزهراني (من مواليد مدينة جدة عام 1991) هوَ مُعارض سعودي حُرّ وناشط في مواقع التواصل الإجتماعي وموثق بنجمة في برنامج سناب شات "Oamaz7"  يعيشُ في مونتريال بدولة كندا. وقد حصل على الجنسية الكندية بعد ان عاش لاجيء سياسي فيها مقيماً لمدة 4 إلى 5 سنوات الأن يستضيفُ عمر برنامجًا على يوتيوب ينتقدُ فيه محمد بن سلمان شخصياً ويسخر من قراراته التي ساعدت على افقار شعب المملكة العربية السعودية وقادة المملكة العربيّة السعودية الآخرين ويسخرُ من قراراتهم.

## الحياة المُبكّرة والتعليم
وُلدَ عمر بن عبد العزيز الزهراني في مدينة جدة عام 1991 وترعرعَ هناك حيثُ درسَ في المدارس المحليّة للمدينة قبل أن يُبتعثَ للدراسة في كندا علي حساب الدولة عام 2009. في عهد الملك عبدالله بن عبدالعزيز ال سعود

## النشاط السياسي

### البداية
دعمَ عمر بن عبد العزيز الربيع العربي بداية عام 2011 وانضمّ لحملة المطالبين بالإصلاح في المملكة العربية السعودية من الخارج حيثُ طالبَ بالإفراج عن مُعتقلي الرأي كما ناشدَ وضع نظامٍ يسمحُ بانتخاب مجلس الشورى بدلًا من تعيين الملك لأعضائه فضلًا عن إنهاء القيود المفروضة على حريات الصحافة والتعبير وكذا التوزيع العادل للثروة.
قرَّرت السلطات السعودية وقف بعثةِ عمر عام 2013 مُطالبة إيّاه بالرجوع للمملكة من أجلِ «التسويّة» لكنّه رفضَ ذلك مُقررًا تقديم طلبِ لجوء سياسي في كندا فحصلَ عليه في العام الموالي.

### المُعارضة
أعلنَ عمر في عام 2014 معارضته النظام السعودي بشكلٍ رسميّ فبدأ في نشرِ فيديوهات على الإنترنت ضمنَ برنامجٍ سمَّاهُ «فتنة» وكانت تُعرض حلقاته على منصّة يوتيوب حيثُ طالب فيه بالإصلاح من جديد وذلك بطريقة ساخرة.
عارضَ عمر الأمير السعودي محمد بن سلمان الذي سُرعان ما بزغَ نجمهُ فأصبحَ وليًا للعهد وعلى الرغمِ من أنّه وُصفَ بـ «الإصلاحي» من قِبل شريحةٍ واسعة من الإعلاميين والمتابعين للشأنِ السعودي،  إلا أن عمر الزهراني عارضهُ هو الآخر بعد فترة مُتهمًا إيّاه بالوقوفِ وراء عددٍ من الانتهاكات التي حصلت لمجموعةٍ من النشطاء من كافة التيارات بما في ذلكَ تيار الصحوة والتيار النسوي.
جمعت عمر بن عبد العزيز علاقة معَ الصحفي السعودي جمال خاشقجي الذي غادرَ المملكة في تمّوز/يوليو 2017 بعدما كان يُطالب هو الآخر بإصلاحات داخل البلاد وينتقدُ بين الفينة والأخرى سياسات النظام الحاكم. توطَّدت علاقة الاثنان وكانا يعملانِ على خطّةٍ لتأسيسِ ما يُعرف بجيشِ النحل الإلكتروني على مواقع التواصل الاجتماعي وذلك لمواجهة ما يُعرف بالذباب الإلكتروني السعودي الذي تقول مصادرُ إنّ مستشار وليّ العهد سعود القحطاني يقفُ خلفه. تلقى الزهراني رسائل من هذا الأخير يطلبُ منه فيها العودة إلى السعودية مقابل عفو محمد بن سلمان عنه، إلا أن صديقه جمال خاشقجي نصحه بعدم الوثوق في تلك الوعود.
بعدَ اغتيال جمال في الثاني من تشرين الأول/أكتوبر 2018 داخل قنصليّة بلاده في تركيا، أطلقَ عمر بن عبد العزيز الزهراني برنامجًا جديدًا على يوتيوب حملَ اسم «قُلها وامشِ» وهي العبارة التي كان يضعها خاشقجي كتعريفٍ به في حسابه الرسمي على موقع تويتر. بُثت الحلقة الأولى من البرنامج يوم في الثاني عشر من تشرين الأول/أكتوبر من نفسِ العام فيما بُثت الحلقة الأخيرة من الموسمِ الأول – والذي بلغَ عدد حلقاته 12 حلقة – في التاسع والعشرين من كانون الأول/ديسمبر 2019.

## التضييق

### اعتقال الأشقاء
قامت السلطات السعوديّة في آب/أغسطس 2018 على اعتقالِ اثنينِ من أشقّاء المعارِض عمر عبد العزيز الزهراني وهما أحمد الزهراني وعبد المجيد الزهراني كما قالَ هذا الأخير إن سلطات بلاده قد اعتقلت أيضًا عددًا من أصدقائه. زعم عمر أيضًا أن أحد إخوته المُعتقَلين قَدِم إلى كندا في وقتٍ ما رُفقة شخصين فاوضاه على العودة ونقلا له رسالةً من محمد بن سلمان يطمئنُ فيها الزهراني للعودة إلى المملكة.

### الاختراق يكتب عن نفسه وين المراجع
رجل يعاني من الصمت  يرى نفسه رسول الامه كفو يا زهران